# آهان اووچ (آریزونا)
آهان اووچ (به انگلیسی: Ahan Owuch) یک منطقهٔ مسکونی در ایالات متحده آمریکا است که در آریزونا واقع شده‌است. آهان اووچ ۶۰۰ متر بالاتر از سطح دریا واقع شده‌است.